# Арзуманян, Ерванд Ашотович
Ерва́нд Ашо́тович Арзуманя́н (род. 13 августа 1941 года) — советский и российский актёр театра и кино. Заслуженный артист РСФСР (1988).

## Биография
В 1958—1961 годах работал слесарем, затем светотехником на киностудии «Мосфильм». В 1965 году окончил Театральный институт имени Бориса Щукина и стал актёром Московского театра миниатюр (ныне — «Эрмитаж»). Сейчас играет в театре «Шалом».

## Признание и награды
- Заслуженный артист РСФСР (30 сентября 1988) — за заслуги в области советского искусства[2]
- Орден Дружбы (3 декабря 2007) — за заслуги в развитии культуры и искусства, многолетнюю плодотворную деятельность[3]

## Фильмография
- 1969 — Каждый вечер в одиннадцать — Пианист (в титрах — Э. Арзуманян)
- 1975 — Вода наша насущная — Андроник
- 1978 — Обыкновенное чудо — Первый министр (в титрах — Ервант Арзуманян)
- 1979 — Жил-был настройщик — папа Ники
- 1981 — Похищение века
- 1982 — Возвращение резидента — отец двойняшек
- 1982 — Гонки по вертикали
- 1982 — Человек, который закрыл город — майор Киладзе
- 1982 — Смерть на взлёте — Годвин, сотрудник иностранной разведки
- 1988 — Защитник Седов — защитник
- 1988 — Куколка
- 1989 — В городе Сочи тёмные ночи — Ашот Арамович, главный режиссёр театра
- 1989 — Созвездие Козлотура — председатель профкома редакции
- 1990 — Аферисты
- 1990 — Ребро Адама — эпизод
- 1993 — Желание любви
- 1994 — Любовь французская и русская — Вагран Вагранович, хозяин магазина
- 1995 — Красная вишня — председатель
- 1995 — Пьеса для пассажира
- 1997 — Вор — бухгалтер
- 1997 — Клубничка
- 1997 — Графиня де Монсоро — начальник охраны Анжера
- 1999 — Мама — директор
- 1999 — 2008 — Каменская — Айрумян, патологоанатом
- 2000 — Марш Турецкого — Акопян
- 2000 — Ростов-папа — папа Карины
- 2001 — FM и ребята — Николай Павлович
- 2001 — Дальнобойщики — директор базы
- 2001 — Сыщики — Зусманян
- 2001 — Остановка по требованию 2 — Вероятов
- 2002 — Работа не волк
- 2002 — По имени Барон — Шульман
- 2003 — Лучший город Земли — бухгалтер
- 2003 — Баязет — генерал Тер-Гукасов
- 2003 — Превращение
- 2003 — Любительница частного сыска Даша Васильева — Луи, повар
- 2004 — Пепел Феникса — Давид Гольц
- 2005 — Архангел — Берия
- 2005 — 2007 — Обречённая стать звездой — Вазген
- 2008 — Папины дочки — адвокат
- 2009 — Человек, который знал всё — фотограф
- 2009 — Сорок третий номер — ювелир
- 2010 — Доктор Тырса — главврач Армен Михайлович

Голос за кадром
- 2003 — Неизвестный Берия. Полвека после расстрела
- 2004 — СамарКант
- 2006 — Король забывает
- 2008 — Красные башмачки
- 2009 — Веретено